# Мартирій Затвірник
Мартирій Затвірник  — український православний святий, Києво-Печерський чернець.

## Життєпис
Преподобний Мартирій відбував подвиг у Печерському монастирі у XIII-XIV ст. 
Відомо, що був затворником. Упокоївся в монастирі. Інших даних про нього не знайдено.
Інформація про подвижника як і про ряд інших святих була у доступна Модесту Стрільбицькому. Вони відомі ще з Могилянської доби (на карті 1638 р.).
Його нетлінні мощі знаходяться в Дальніх печерах, біля мощей Піора Затвірника та Руфа Затвірника.

В акафісті всім Печерським преподобним про нього сказано: 
|  | ««Радуйся, Мартирію, бо ти чеснотами життя просвітив». |

## Пам'ять
Пам’ять преподобного Мартирія Затвірника вшановується 7 листопада (25 жовтня за ст. ст.), разом з преподобним Мартирієм дияконом.